# Jørgen Brunchorst
Jørgen Brunchorst, född 10 augusti 1862 i Bergen, död 19 maj 1917 i Rom, var en norsk botanist, politiker och diplomat.
Bruchorst ägnade sin botaniska forskning åt växtfysiologi, växtpatologi och mykologi och utgav för sin tid förträffliga arbeten över rötternas riktningsrörelser, över galvanotropismen samt rotknölarna hos leguminoser, Alnus, Myri’ca och Elæa’gnus. 1886 anställdes han som konservator vid Bergen Museum, men övergick snart till växtpatologin och mykologin, där hans undersökningar vid sidan av rent vetenskapliga frågor snart kom att omfatta praktiskt viktiga frågor, och blev snart mer allmänt intresserad. Då Bergens biologiska station kom till 1891, var det till stor del tack vare Brunchorsts strävanden. Jämte sina medarbetare E. Jørgensen, J. Havaas och S. K. Sellan har Bruchorst äran av de storartade botaniska samlingar vid Bergens museum, där 1899 även en modern botanisk trädgård genom Bruchorst anlades. Åren 1901–1906 var han museets direktör.
Brunchorst invaldes 1894 som arbetarrepresentant i Stortinget, vilket han tillhörde 1895–1897 och 1903–1906. Under den sistnämnda perioden anslöt han sig till Michelsens samlingsparti, var 1905 medlem av specialkommittén, som bestämde Norges ställning i unionsfrågan, och fungerade under hela perioden som ordförande i Stortinget socialkommitté. 1907–1908 var Bruchorst arbetsminister i Løvlands ministär, 1910–1916 norsk minister i Stockholm, 1916–1917 i Rom.
Brunchorst författade flera vetenskapliga och populärvetenskapliga arbeten, och redigerade i flera år Bergens museums årsbok. 1886 tog han över månadsskriften Naturen, vilken han redigerade i 20 års tid. 1890 startade han tillsammans med Gerhard Gran tidskriften Samtiden.